# 田中峰子
田中 峰子（たなか みねこ、1952年 - ）は、日本の実業家。江戸中期創業の老舗呉服問屋冨田屋（とんだや）社長。京都商工会議所女性会理事。

## 略歴
1976年、大阪教育大学卒業。1988年、西陣にある「冨田屋」代表取締役社長（十三代目「冨田屋籐兵衛」）。和の文化伝承を目的に1994年から、きものマナースクール「古都の風　和道会」を、京町家の店舗兼住宅にて開催中。1999年、店が登録有形文化財として登録されたのを機に、町家体験、京のしきたり体験、お茶席体験のできる「くらしの美術館」として開放している。
現在は、同志社大学の日本文化論講師、その他京都の町屋文化を伝える講演活動を行っている。